# Aeroportul Camiguin
Aeroportul Camiguin (IATA: CGM, ICAO: RPMH) este un aeroport din Mambajao⁠(d), Camiguin⁠(d), Northern Mindanao⁠(d), Filipine ce deservește zona Mambajao⁠(d). Aeroportul a fost tranzitat în 2022 de 5.661 de pasageri.
Situat la o altitudine de 16 m, aeroportul dispune de o singură pistă. Este operat de Civil Aviation Authority of the Philippines⁠(d).